# Stanisław Fijałkowski (śpiewak ludowy)
Stanisław Fijałkowski (ur. 21 października 1928, zm. 14 marca 2012) – polski śpiewak ludowy z Chrzanowa z regionu Roztocza Lubelskiego.

## Życiorys
Występował początkowo solo, od 2006 r. także z muzykantem Zbigniewem Butrynem akompaniującym na suce oraz z gronem uczniów-przyjaciół jako Zespół In Crudo. Był często zapraszany na koncerty, czy prowadzenie warsztatów śpiewu regionalnego m.in. w Szkole Suki Biłgorajskiej.
Zgromadził wokół siebie grono uczniów, młodych ludzi z Lublina, Warszawy i całej Polski, którzy zjeżdżali do jego domu aby uczyć się pieśni i słuchać opowieści. Spośród młodych ludzi utworzyła się grupa kolędników z Lublina (m.in. uczestników Studio In Crudo) która wędrowała na wsiach w okolicach Janowa z fragmentami Herodów w wersji Fijałkowskiego.
Był śpiewakiem dysponujący głosem o ciepłej, unikalnej barwie posiadający bardzo obszerny repertuar pieśni kawalerskich, sierocych, przyśpiewek weselnych, kolęd życzących a także przedstawień kolędniczych Herody i Krakowskie wesele.

## Nagrody
- I nagroda na Festiwalu "Dziecko w folklorze" w Baranowie Sandomierskim (1998)
- Złota Baszta – FKiŚL w Kazimierzu (2004 i 2007)
- I nagroda – FKiŚL w Kazimierzu (1998, 2011)
- Nagroda im. Oskara Kolberga (2004)[4]

## Dyskografia
pojedyncze utwory w kompilacjach
- Tabor w Szczebrzeszynie 2008, In Crudo 2008 (pieśń Z cicha goście przystępujcie)
- Nowa Tradycja 2008 – Festiwal Folkowy Polskiego Radia, Polskie Radio 2009 (pieśń Szeroki las, wąskie pole)
- Spod niebieskiej góry – Muzyka Roztocza, In Crudo 2009 (pieśni Szeroki las, wąskie pole, A u mojej mamy stoi tam grusia, Pieśń o bitwie pod Wiedniem)
- Jest drabina do nieba – część druga (pieśni żałobne i za dusze zmarłych), In Crudo 2011 (pieśń nabożna Szczęśliwy kto sobie patrona Józefa ma za opiekuna)
- Na rozstajnych drogach, Szkoła suki biłgorajskiej 2012 (Dunaju, dunaju, Kamień na kamieniu)

wydawnictwa monograficzne
- Stanisław Fijałkowski z Chrzanowa na Roztoczu – portret śpiewaka, In Crudo 2011[5]